# توقيت غرينتش

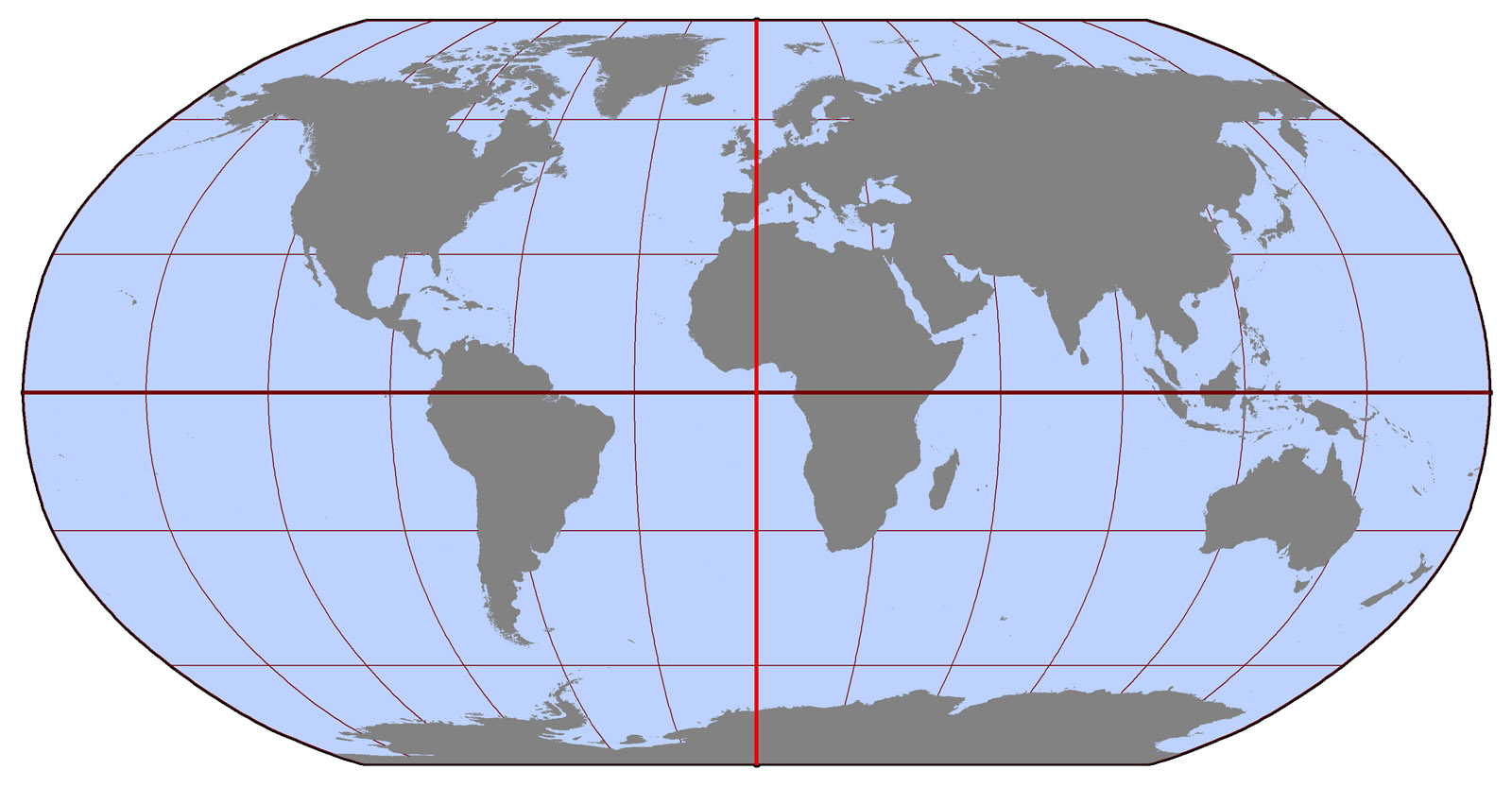
يمثل الخط الأحمر الشاقولي خط غرينتش

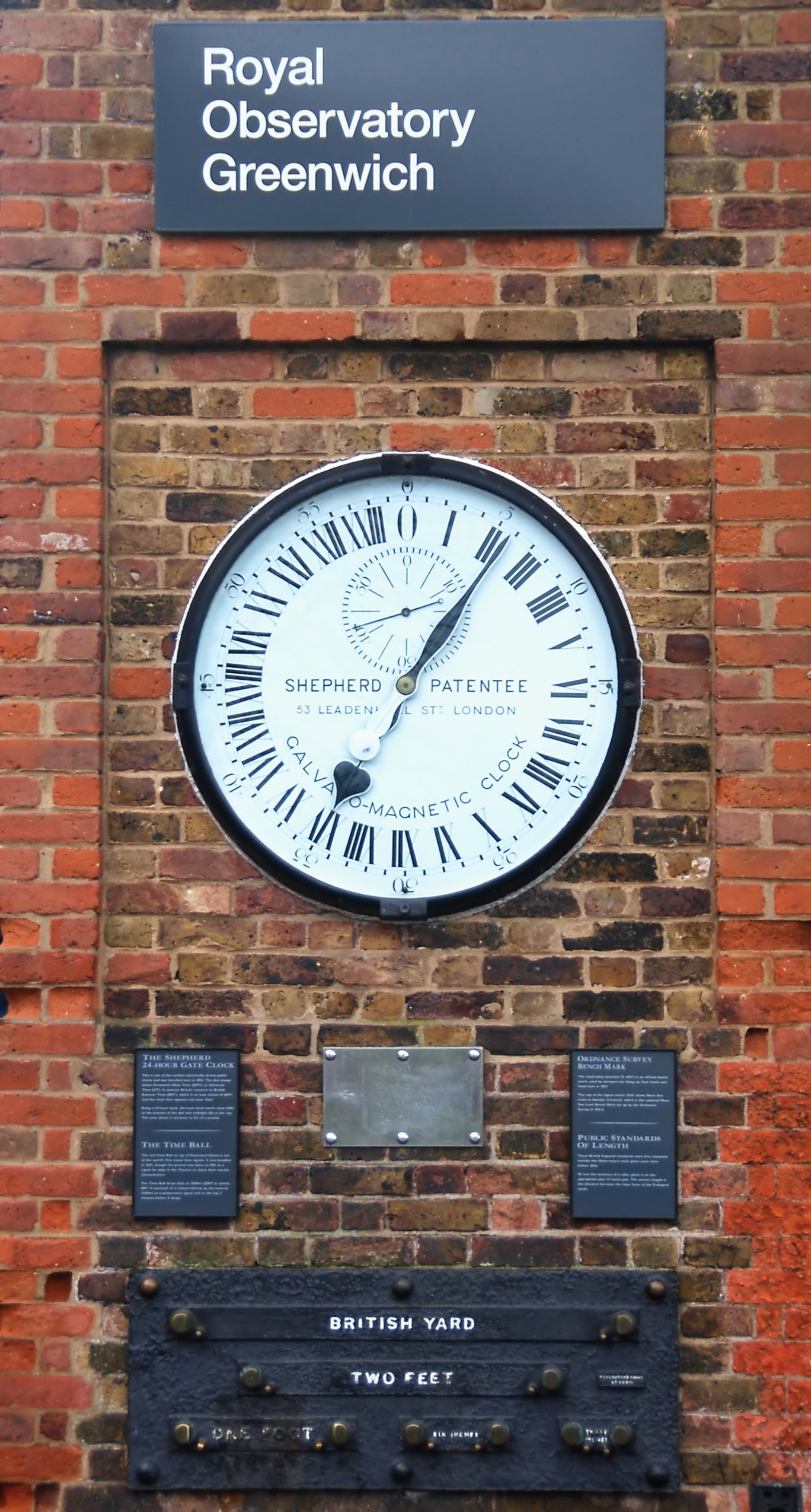
ساعة غرينتش

توقيت غرينتش المتوسط هو توقيت متوسط محلي يعتمد على دوران الأرض حول نفسها في يوم واحد بالاعتماد على خط الطول الذي يمر في بلدة غرينتش في بريطانيا والذي أعتمد نقطة مرجعية للتوقيت. أعتبر أنه المقياس الزمني عند نقطة الصفر. فوقت جميع ما يقع شرق خط غريتيتش يحسب على أنه وقت (+) ووقت جميع ما يقع غرب خط غرينيتش يحسب على أنه وقت (-).
توقيت غرينتش (GMT) هو متوسط التوقيت الشمسي في المرصد الملكي في غرينتش بلندن، ويُحسب من منتصف الليل. في أوقات مختلفة في الماضي، حُسبت بطرق مختلفة، بما في ذلك حسابها من الظهر؛ نتيجة لذلك، لا يمكن استخدامها لتحديد وقت دقيق ما لم يتم إعطاء سياق.
غالبًا ما يستخدم المتحدثون باللغة الإنجليزية GMT مرادفًا للتوقيت العالمي المنسق (UTC). بالنسبة للملاحة، تعتبر مكافئة لـ UT1 (الشكل الحديث لمتوسط الوقت الشمسي عند خط طول 0 درجة)؛ ولكن هذا المعنى يمكن أن يختلف عن التوقيت العالمي المنسق توقيت عالمي منسق بما يصل إلى 0.9 ثانية. وبالتالي لا ينبغي استخدام المصطلح GMT لأغراض فنية معينة تتطلب الدقة.
بسبب السرعة الزاوية غير المتكافئة للأرض في مدارها الإهليلجي وميلها المحوري، نادرًا ما يكون الظهر (12:00:00) بتوقيت جرينتش هو اللحظة الدقيقة التي تعبر فيها الشمس خط زوال غرينتش وتصل إلى أعلى نقطة في السماء هناك. قد يحدث هذا الحدث حتى 16 دقيقة قبل أو بعد الظهر بتوقيت جرينتش، وهو تناقض محسوب بواسطة معادلة الوقت. وقت الظهيرة بتوقيت جرينتش هو المتوسط السنوي (أي «متوسط») لحظة هذا الحدث، والذي يمثل كلمة «يعني» في «توقيت غرينتش».
في الأصل، اعتبر علماء الفلك أن يوم توقيت غرينتش يبدأ عند الظهيرة، بينما بالنسبة للجميع تقريبًا يبدأ في منتصف الليل. لتجنب الارتباك، استخدم اسم التوقيت العالمي للإشارة إلى توقيت غرينتش على أنه محسوب من منتصف الليل. فضل علماء الفلك الاتفاقية القديمة لتبسيط بيانات الرصد الخاصة بهم، بحيث يتم تسجيل كل ليلة تحت تاريخ تقويم واحد. اليوم، يشير التوقيت العالمي عادةً إلى UTC أو UT1. مصطلح "GMT" يستخدم بشكل خاص من قبل الهيئات المرتبطة بالمملكة المتحدة، مثل خدمة بي بي سي العالمية، والبحرية الملكية، ومكتب الأرصاد الجوية؛ وغيرها خاصة في الدول العربية، مثل مركز البث في الشرق الأوسط وأو إس إن. وهو مصطلح شائع الاستخدام في المملكة المتحدة ودول الكومنولث، بما في ذلك أستراليا ونيوزيلندا وجنوب أفريقيا والهند وباكستان وبنغلاديش وماليزيا؛ وفي العديد من البلدان الأخرى في نصف الكرة الشرقي.

## التاريخ
مع تطور المملكة المتحدة إلى دولة بحرية متقدمة، احتفظ البحارة البريطانيون بكرونومتر واحد على الأقل في توقيت غرينتش لحساب خط الطول الخاص بهم من خط الطول غرينتش، والذي كان يعتبر خط الطول درجة صفر، بموجب اتفاقية تبنيت في مؤتمر خط الطول الدولي لعام 1884. لم يؤثر تزامن الكرونومتر في توقيت جرينتش على وقت السفينة، والذي كان لا يزال وقتًا شمسيًا. لكن هذه الممارسة، جنبًا إلى جنب مع البحارة من الدول الأخرى المستمدة من طريقة نيفيل ماسكلين للمسافات القمرية بناءً على الملاحظات في غرينتش، أدت إلى استخدام توقيت غرينتش في جميع أنحاء العالم كوقت قياسي مستقل عن الموقع. استندت معظم المناطق الزمنية إلى توقيت غرينتش، كموازنة لعدد الساعات (وربما نصف أو ربع ساعة) «قبل توقيت غرينتش» أو «خلف توقيت غرينتش».
اعتمد توقيت غرينتش عبر جزيرة بريطانيا العظمى من قبل دار مقاصة السكك الحديدية في عام 1847 ومن قبل جميع شركات السكك الحديدية تقريبًا بحلول العام التالي، والذي اشتق منه مصطلح «وقت السكة الحديد». اعتمدت لأغراض أخرى تدريجيًا، ولكن في قضية قانونية عام 1858 اعتبرت «التوقيت المحلي» هو الوقت الرسمي. في 14 مايو 1880، ظهرت رسالة موقعة من «كاتب للقضاة» في صحيفة التايمز، تفيد بأن «توقيت غرينتش يتم الاحتفاظ به الآن في جميع أنحاء إنجلترا تقريبًا، ولكن يبدو أن وقت غرينتش ليس وقتًا قانونيًا. على سبيل المثال، فُتِحَتْ مكاتب الاقتراع الخاصة بنا، على سبيل المثال، في الساعة 8 13 وأغلق الساعة 4 13 مساءً» تُغيِّر هذا لاحقًا في عام 1880، عندما اعتُمِدَ بشكلٍ قانونيٍّ في جميعِ أنحاءِ جزيرةِ بريطانيا العظمى. اعتُمِدَ توقيتُ جرينتش في جزيرة مان عام 1883، وفي جيرسي عام 1898 وفي غيرنسي عام 1913. تبنت أيرلندا توقيت جرينتش في عام 1916، لتحل محل توقيت دبلن المتوسط. بُثَّت إشاراتُ الوقتِ لكُلِّ ساعةٍ من مرصد غرينتش لأول مرة في 5 فبراير 1924، مما يجعل كرة الوقت في المرصد زائدة عن الحاجة.

الدوران اليومي للأرض غير منتظم (انظر ΔT) وله اتجاه بطيء؛ لذلك تشكل الساعات الذرية قاعدة زمنية أكثر استقرارًا. في 1 يناير 1972، استُبِدِلَ توقيتُ جرينتش كمعيار التوقيت المدني الدولي بالتوقيت العالمي المنسق، الذي تحتفظ به مجموعة من الساعات الذرية حول العالم. التوقيت العالمي (UT)، وهو مصطلح تم تقديمه في عام 1928، يمثل في البداية متوسط الوقت في غرينتش المحدد بالطريقة التقليدية للتوافق مع اليوم العالمي المحدد أصلاً؛ اعتبارًا من 1 يناير 1956 (وفقًا لما قرره الاتحاد الفلكي الدولي في دبلن في عام 1955، بمبادرة من وليام ماركويتز) تمت إعادة تسمية هذا الشكل «الخام» من UT0 واستُبِدِلَ فعليًا بأشكال UT1 المكررة (UT0 معادلة لتأثيرات الشرود القطبي)  و UT2 (موازنة UT1 أيضًا للتغيرات الموسمية السنوية في معدل دوران الأرض).

## غموض في تعريف توقيت غرينتش
من الناحية التاريخية استخدم توقيت غرينتش مع اصطلاحين مختلفين لترقيم الساعات. كانت الاتفاقية الفلكية طويلة الأمد، التي يرجع تاريخها إلى عمل بطليموس، تشير إلى الظهر على أنها ساعات صفر (انظر يوم جوليان). يتناقض هذا مع الاتفاقية المدنية للإشارة إلى منتصف الليل على أنه صفر ساعة يرجع تاريخها إلى الإمبراطورية الرومانية. اعتمدت الاتفاقية الأخيرة في وبعد 1 يناير 1925 للأغراض الفلكية، مما أدى إلى انقطاع لمدة 12 ساعة، أو نصف يوم. أصبحت اللحظة التي حددت باسم «31.5 بتوقيت جرينتش» في عام 1924 التقويم «1 يناير بتوقيت جرينتش» في عام 1925 تقويمًا. عرف مصطلح توقيت جرينتش الفلكي (GMAT) للإشارة بشكل لا لبس فيه إلى الاصطلاح الفلكي السابق القائم على الظهيرة لتوقيت غرينتش. لا تشترك المصطلحات الأكثر تحديدًا UT والتوقيت العالمي المنسق في هذا الغموض، حيث تشير دائمًا إلى منتصف الليل على أنه ساعة الصفر.

## توقيت غرينتش في التشريع

### المملكة المتحدة
من الناحية القانونية، يُطلق على الوقت المدني المستخدم في المملكة المتحدة «توقيت غرينتش» (بدون الأحرف الكبيرة)، وفقًا لقانون التفسير لعام 1978، باستثناء تلك الفترات التي يأمر فيها قانون التوقيت الصيفي لعام 1972 بفترة تغيير ساعة للتوقيت الصيفي. ينص قانون التفسير لعام 1978، القسم 9، على أنه كلما حدث تعبير عن الوقت في قانون ما، يجب اعتبار الوقت المشار إليه (ما لم يُذكر خلاف ذلك على وجه التحديد) هو وقت غرينتش. بموجب القسم الفرعي 23 (3)، تنطبق نفس القاعدة على الأعمال والأدوات الأخرى.
أثناء تجربة 1968 إلى 1971، عندما لم ترجع الجزر البريطانية إلى توقيت غرينتش خلال فصل الشتاء، كان التوقيت الصيفي البريطاني طوال العام يُسمى التوقيت القياسي البريطاني (BST).
في المملكة المتحدة، يتم نشر التوقيت العالمي المنسق ت ع م±00:00 لعامة الناس في الشتاء والتوقيت العالمي المنسق ت ع م+01:00 في الصيف.
تبث إذاعة البي بي سي «ست نقاط» من إشارة توقيت غرينتش. تمت تسميته من جيله الأصلي في مرصد غرينتش الملكي، وهو محاذي للتوقيت العالمي المنسق، ويسمى إما توقيت غرينتش أو التوقيت الصيفي البريطاني بما يتناسب مع وقت السنة.

### بلدان أخرى
تحدد العديد من البلدان توقيتها المحلي بالرجوع إلى توقيت غرينتش. بعض الأمثلة هي:
- بلجيكا: مرسوم 1946 و 1947 حدد الوقت القانوني قبل ساعة واحدة من توقيت غرينتش.[14]
- أيرلندا: قانون التوقيت القياسي (المعدل) لعام 1971، القسم 1، وقانون التفسير لعام 2005، الجزء الرابع، القسم 18 (1).
- كندا: Interpretation Act، R.S.C. 1985، ج. I-21، القسم 35 (1). يشير هذا إلى «التوقيت القياسي» لعدة مقاطعات، ويحدد كل منها فيما يتعلق بـ «توقيت غرينتش»، لكنه لا يستخدم تعبير «توقيت غرينتش». العديد من المقاطعات، مثل نوفا سكوشا (قانون تعريف الوقت. RS، c. 469، s. 1)، لديها تشريعاتها الخاصة التي تذكر على وجه التحديد إما «توقيت غرينتش» أو «جرينتش يعني التوقيت الشمسي».

## وحدة زمنية
يستعمل توقيت غرينتش كتوقيت قياسي في البلدان والمناطق التالية، والتي تقدم أيضًا ساعاتها ساعة واحدة (توقيت غرينتش + 1) في الصيف.
- المملكة المتحدة، حيث يُسمى التوقيت الصيفي بالتوقيت الصيفي البريطاني (BST)
- جمهورية أيرلندا، حيث يطلق عليها التوقيت الأيرلندي الرسمي (IST)[16] - تتغير رسميًا إلى توقيت غرينتش في الشتاء.
- البرتغال (باستثناء جزر الأزور)
- جزر الكناري (إسبانيا)
- جزر فارو يستعمل توقيت غرينتش كتوقيت قياسي على مدار السنة في البلدان والمناطق التالية:
- بوركينا فاسو
- غامبيا
- غانا
- غينيا
- غينيا بيساو
- أيسلندا
- ساحل العاج
- ليبيريا
- مالي
- موريتانيا
- الجمهورية العربية الصحراوية الديمقراطية
- سانت هيلانة وأسنسيون وتريستان دا كونا
- السنغال
- سيرا ليون
- توغو

## التناقضات بين توقيت غرينتش القانوني وتوقيت غرينتش الجغرافي
نظرًا لاستخدام المعايير القانونية والسياسية والاجتماعية والاقتصادية، بالإضافة إلى المعايير المادية أو الجغرافية، في رسم المناطق الزمنية، فإن المناطق الزمنية الفعلية لا تلتزم بدقة بخطوط الزوال. المنطقة الزمنية "GMT"، إذا حددت من خلال خط الطول فقط، سوف تتكون من المنطقة الواقعة بين خطي الطول 7 ° 30'W و 7 ° 30'E. ومع ذلك، في كثير من أوروبا الغربية والوسطى، على الرغم من الكذب بين هذين الخطين، يستخدم UTC + 1؛ وبالمثل، هناك مناطق أوروبية تستخدم التوقيت العالمي المنسق (UTC)، على الرغم من أن منطقتها الزمنية الفعلية هي UTC − 1 (على سبيل المثال معظم البرتغال) أو UTC part 2 (الجزء الغربي من أيسلندا). نظرًا لأن المنطقة الزمنية UTC في أوروبا قد تحولت إلى الغرب، فإن Lowestoft في المملكة المتحدة، عند 1 ° 45'E فقط، هي أقصى شرق أوروبا حيث يطبق UTC. فيما يلي قائمة بالتعارضات:

### البلدان والمناطق الواقعة غرب 22 ° 30'W («المادية» UTC − 2) التي تستخدم التوقيت العالمي المنسق
يستخدم الجزء الغربي من أيسلندا، بما في ذلك شبه الجزيرة الشمالية الغربية (Westfjords) وبلدتها الرئيسية اسافيوردور، التي تقع غرب 22 ° 30'W ، التوقيت العالمي المنسق. Bjargtangar، أيسلندا هي أقصى نقطة في الغرب يستعمل فيها تطبيق UTC.

### البلدان والمناطق الواقعة غرب 7 ° 30'W («المادية» UTC − 1) التي تستخدم التوقيت العالمي المنسق
- جزر الكناري (إسبانيا)
- معظم البرتغال، بما في ذلك لشبونة وبورتو وبراغا وأفييرو وقلمرية. (يقع الجزء الشرقي فقط، بما في ذلك مدن مثل براغانسا وجواردا، شرق 7 ° 30'W.) منذ معاهدة وندسور في عام 1386 (أقدم تحالف دبلوماسي في العالم)، حافظت البرتغال على علاقات وثيقة مع المملكة المتحدة، والتي ربما يشرح اختيار التوقيت العالمي المنسق.[[[|speculation]]] لماديرا، الواقعة في أقصى الغرب، تستخدم أيضًا شركة UTC. التفسير الأكثر ترجيحًا هو أنه خلال منتصف السبعينيات، عندما كانت البرتغال تعمل بتوقيت وسط أوروبا طوال العام، لم تبدأ الإضاءة في لشبونة في الشتاء حتى الساعة 8:30 صباحًا.
- الجزء الغربي من أيرلندا، بما في ذلك مدن كورك وليمريك وجالواي
- أقصى الطرف الغربي من أيرلندا الشمالية، بما في ذلك بلدة مقاطعة فيرماناغ، إنيسكيلين
- الجزء الغربي المتطرف من أوتر هبريدس، في غرب اسكتلندا؛ على سبيل المثال، فاترساي، وهي جزيرة مأهولة ومستوطنة في أقصى غرب بريطانيا العظمى، تقع في 7 ° 54'W. إذا تم أخذ الجزر أو الصخور غير المأهولة في الاعتبار، فيجب تضمين سانت كيلدا، غرب أوتر هيبريدس، عند 8 ° 58'W ، وروكال، عند 13 ° 41'W.
- أقصى الجزر الغربية من جزر فارو (منطقة الحكم الذاتي للمملكة الدنماركية)، ميكينز
- أيسلندا، بما في ذلك ريكيافيك
- الجزء الشمالي الشرقي من جرينلاند، بما في ذلك دانماركشافن

### البلدان (في الغالب) الواقعة بين خطي الطول 7 ° 30'W و 7 ° 30'E («الفعلي» UTC) التي تستخدم التوقيت العالمي المنسق +1
إسبانيا (باستثناء جزر الكناري التي تستخدم التوقيت العالمي المنسق). تقع أجزاء من غاليسيا غرب 7 ° 30'W («المادية» UTC − 1)، بينما لا توجد منطقة إسبانية تقترب حتى من 7 ° 30'E (حدود UTC «المادية» + 1). التوقيت الإسباني هو النتيجة المباشرة لأمر فرانكو الرئاسي (المنشور في النشرة الرسمية للدولة بتاريخ 8 مارس 1940) بالتخلي عن توقيت غرينتش وتقدم الساعات ساعة واحدة، اعتبارًا من الساعة 23:00 يوم 16 مارس 1940. هذا مثال ممتاز للمعايير السياسية المستخدمة في رسم المناطق الزمنية: مرر التغيير الزمني «في الاعتبار الملاءمة من الوقت الوطني الذي يسير خطوة بخطوة وفقًا للدول الأوروبية الأخرى». تضمن الأمر الرئاسي (الذي حصل سنة على الأرجح ليكون متزامنًا مع ألمانيا وإيطاليا، اللتين كان نظام فرانكو متحالفًا معه بشكل غير رسمي) في مادته الخامسة حكمًا بشأن التخلص التدريجي المستقبلي، والذي لم يحدث أبدًا. بسبب هذا القرار السياسي، فإن إسبانيا تسبق التوقيت المحلي بساعتين خلال الصيف، قبل ساعة واحدة في الشتاء، وهو ما يفسر على الأرجح الجدول الزمني المتأخر المعروف عن الدولة.[[[|speculation]]] في البرتغال، وهي على بعد ساعة واحدة فقط من إسبانيا، يختلف الجدول الزمني تمامًا.
- أندورا
- بلجيكا
- معظم فرنسا، بما في ذلك مدن باريس ومرسيليا وليون. توجد أجزاء صغيرة فقط من الألزاس ولورين وبروفانس شرق 7 ° 30'E («المادية» UTC + 1).
- لوكسمبورغ
- موناكو
- هولندا

## احتساب الوقت
هناك 360 خط طول افتراضي حول الأرض غير متوازية حيث تلتقي في القطبين الشمالي والجنوبي. تم الاتفاق في عام 1883 على اعتبار الخط الجغرافي الطولي المار بالمعهد الملكي الفلكي البريطاني في غرينيتش كالخط رقم صفر، واعتبر أنه الخط المرجعي. وفي دوران الأرض حول نفسها تحتاج خطوط الطول إلى 4 دقائق ليحل كل خط طول مكان الآخر. وحتي تدور الأرض حول نفسها مرة واحدة يكون مجموع الدقائق هو (4 * 360 = 1440 دقيقة) أي 24 ساعة. فإذا كانت الساعة 12:00 ظهرا على خط غرينيتش تكون الساعة في دبي مثلا 12:00 يضاف لها (+)4 ساعات فتكون الساعة في دبي 04:00 مساء. وتكون في نيويورك في فصل الشتاء 12:00 وينقص منها (-)5 ساعات فتكون الساعة في نيويورك 07:00 صباحا. أما في الصيف، فالفرق يصبح 4 ساعات بسبب اعتماد التوقيت الصيفي في الولايات المتحدة الأمريكية وكثير من دول العالم. أما توقيت غرينيتش فيبقى ثابتاً.
يضاف (+) 3 ساعات في الدول الكويت والسعودية والعراق وروسيا وكينيا.

## روابط خارجية
- موقع توقيت جرينتش الرسمي
- توقيت غرينتش الآن